# Santa Eugènia d'Avinyonet
Santa Eugènia d'Avinyonet és una església del municipi d'Avinyonet de Puigventós inclosa en l'Inventari del Patrimoni Arquitectònic de Catalunya.

## Descripció
Petita església situada al veïnat de Sta Eugènia, a dos quilòmetres del poble. És un temple d'una nau amb volta apuntada i absis semicircular a llevant. A la façana de ponent hi ha una petita porta d'arc de mig punt adovellada que rpesenta incisa la data 1852. Més amunt hi ha un petit òcul, i en la part superior un campanar de cadireta d'un sol arc. L'absis és la part més antiga i conserva visible a l'exterior el seu aparell romànic de carreus mitjans i escuadrats sense cura que es podria datar a mitjan segle xi. Al centre hi té una finestra de doble esqueixada i arcs de punt rodó amb coberta de quart d'esfera; i es comunica amb la nau amb arc triomfal. La nau possiblement fou reformada als segles xvii - XVIII, conserva, però, fragments de murs romànics. És coberta per una volta lleugerament apuntada. L'extrem occidental de la nau, amb el frontis, és de mitjan segle xix.

## Història
La primera notícia que es coneix és de l'any 1338 amb motiu d'una visita pastoral, i s'explica que l'església està sense rendes i s'informa al bisbe que de les possessions se n'havien apoderat els hospitalers de la comanda d'Avinyonet. El culte s'hi mantingué i el mobiliari augmentà al segle xviii. De l'any 1734 hi ha notícia de l'existència d'un retaule amb escenes de la vida i martiri de Santa Eugènia que desaparegué l'any 1936.L'església estava molt abandonada i els Amics d'Avinyonet en van promoure la recuperació. Actualment s'hi torna a celebrar l'aplec del dilluns de Pasqua i l'Aplec de sant Esteve el dia 26 de desembre.